# 廣田彩花
廣田彩花（日语：／ Hirota Sayaka，1994年8月1日—），日本女子羽毛球运动员，亦為現役日本國家羽毛球隊（A隊）成員。熊本縣玉名郡出生，玉名女子高校畢業，曾隸屬於瑞薩電子公司及再春館製藥所、岐阜Tricky Panders羽毛球隊，現為丸杉株式會社羽球部成員(原丸杉Bluvic已整合為丸杉)，隊員編號10號。她與福島由紀的組合，於2018年6月21日首次登上女雙世界排名第1位，续师姐的松友美佐紀/高橋禮華后第二對登上世界排名第1位的日本組合。被媒體、球迷称为「福广组合」。
廣田彩花與搭檔福島由紀是第二組在亞洲羽毛球錦標賽贏得女子雙打冠軍（2018年）的日本選手，還曾經奪得全英羽毛球公開賽冠軍以及三屆（2017年、2018年、2019年）世界羽毛球錦標賽亚軍，同時也是幫助日本在優霸盃等團體賽贏得獎牌的主力之一。在國內賽方面，廣田曾於全日本綜合羽毛球錦標賽贏得四次（2017年、2018年、2020年、2022年）女雙冠軍。

## 簡歷

### 2013年 國際賽首冠
2013年11月，廣田彩花與福島由紀的組合參加馬來西亞羽毛球國際挑戰賽，躋身準決賽。2014年9月，廣田彩花与福島由紀出戰悉尼羽毛球國際賽。準決賽,以3比0（11-5、11-9、11-4）横扫中国的丁可欣/佟皓。决赛中，以3比0（11-5、11-5、11-2）轻取跨国组合的西尔维娜·库尔尼亚万/Susan Wang，这也是她们赢得首个国际赛冠军。
2016年3月，廣田彩花与福島由紀出戰紐西蘭羽毛球黃金大獎賽。四强中，以2比0（21-11、21-7）戰勝澳大利亚的塞特亚纳·玛帕萨/格罗娅·萨莫维尔。决赛中，再度以2-0 （21-13、21-16）横扫赛会2号种子張藝娜/李紹希。6月，廣田彩花改與小野菜保出戰西班牙羽毛球公開賽，在女雙決賽以2比1（21-14、13-21、21-19）擊敗队友日本的福島由紀/志田千陽，贏得冠軍。

### 2017年 超級賽首冠
2017年3月，廣田彩花与福島由紀出戰印度羽毛球超級賽。她們在首圈以2比0（21-9、21-8）轻取印度的玛希玛·阿加沃尔/玛内沙·库卡帕利，次圈以2比0（23-21、21-12）擊敗泰国的宗功攀·吉迪特拉恭/拉温达·巴宗哉。八强時以2比0（29-30、21-18、21-15）击败了中国的黄雅琼/汤金华，但在準決賽即以0比2（16-21、13-21）不敌队友福万尚子/與猶胡桃。
2017年4月，廣田彩花与福島由紀在馬來西亞羽毛球首要超級賽第一輪以2比0 (21-13、21-14）轻取韩国的蔡侑玎/金荷娜。次圈時以2比0 （22-20、21-12）淘汰了队友福万尚子/與猶胡桃。八强中，以2比0 （21-18、25-23）击败了中国的陈清晨/贾一凡。準決賽時，兩人以2比0（21-18、21-19）擊敗里約奥运女雙冠军兼队友的松友美佐紀/高橋禮華。决赛中，以2比1（21-17、18-21、21-12）逆转擊敗中国的黄雅琼/汤金华，奪得俩人合作以來首個顶级赛冠军，同时俩人的世界排名也首度到達前10位。
同年年底，廣田彩花和搭檔福島由紀獲選為「世界羽聯年度最佳進步運動員」。3月底，廣田和福島向再春館製藥所遞交退社申請，儘管再春館製藥所慰留兩人，她們仍於2018年亞洲羽毛球錦標賽奪冠後，在5月1日正式移籍至岐阜Tricky Panders。

### 2018年 亚锦赛首冠、登顶世界第一
2018年3月，廣田彩花与福島由紀出战全英羽毛球公開賽，在女双决赛以0比2（19-21、18-21）不敌赛会3号种子、丹麦强档的卡米拉·吕特·尤尔/克里斯汀娜·彼德森，赢得亚军。同年4月，她与福島由紀出战亞洲羽毛球錦標賽，在决赛中胜过松友美佐紀/高橋禮華，首次在亚锦赛上赢得冠军。当年6月，在最新的世界女双排名中，她和福島由紀的组合成为了日本女双第二个在该榜单上位列排全球第一的组合。同年10月，她与福島由紀出战丹麥羽毛球公開賽，在女双决赛以2比0（21-19、21-16）战胜了总决赛冠军、队友的田中志穗/米元小春，赢得超級750賽女双冠军。

### 2019年
2019年1月，廣田彩花与福島由紀出战馬來西亞羽毛球大師賽，在女双决赛以2比1（18-21、21-16、21-16）击败了赛会4号种子、印尼强档的格雷西娅·波利/阿普里亚尼·拉哈育，赢得首个开门红。同年2月，她与福島由紀出战德國羽毛球公開賽，在女双準決賽以1比2（18-21、21-18、19-21）不敌赛会8号种子、中国的杜玥/李茵晖。同年3月，她与福島由紀出战全英羽毛球公開賽，在女双準决赛以0比2（18-21、21-23）不敌赛会5号种子、中国的陈清晨/贾一凡。同年4月，她与福島由紀出战新加坡羽毛球公開賽，在女双準決賽以0比2（18-21、17-21）不敌赛会3号种子、同胞的松本麻佑/永原和可那。同期4月，她参加中国湖北省武汉市举办的亞洲羽毛球錦標賽，与搭档福島由紀以赛会头号种子在首轮落空；次圈以2比0（21-16、21-11）横扫地主的杜玥/李茵暉；在八强首局获得送礼，因泰国组合的宗功攀·吉迪特拉恭/拉溫達·巴宗哉退赛；在四强上演日本内战以0比2（16-21、24-26）不敌赛会3号种子、同胞的松本麻佑/永原和可那，失去了卫冕该项目的冠军，与印尼的德拉·德斯迪亞拉·哈里斯/里基·艾美莉雅·普拉蒂普塔并列季军。同样4月，她与福島由紀出战紐西蘭羽毛球公開賽，在女双準決賽以1比2（21-18、22-24、18-21）不敌韩国强档的金昭映/孔熙容。同年5月，她参加中国广西壮族自治区南宁市举办的蘇迪曼盃，助国家队连续两年打入决赛，最终赢得团体亚军。同年6月，她与福島由紀出战澳洲羽毛球公開賽，在女双决赛以2比0（21-10、21-16）横扫赛会3号种子、中国的陈清晨/贾一凡，赢得超級300賽女双冠军。

### 2021年 東京奧運前右膝前十字韌帶受傷
2021年3月，與福島由紀出戰2021年全英羽毛球公開賽，於女雙決賽不敵隊友松本麻佑/永原和可那，以0比2（18-21、16-21）獲得亞軍。
2021年6月，於奧運前集訓時右膝前十字韌帶不慎受傷，僅以保守治療並穿戴固定護具、纏繞繃帶參戰奧運，同年7月與搭檔福島由紀在2020年東京奧運羽球女子雙打比賽以A組第二名晉級八強賽，於八強賽中不敵中國組合陈清晨/贾一凡，以1比2（21-18、10-21、10-21）止步八強。在奧運會後隨即進行手術，痊癒時間預計半年。

### 2022年 福廣組合回歸
2022年3月，與福島由紀出戰2022年全英羽毛球公開賽，於首輪不敵中國組合張殊賢/鄭雨，以1比2（19-21、21-11、11-21）遭到淘汰。此次公開賽也是廣田在手術後歷經半年多養傷期的復出首戰。
2022年4月，與福島由紀出戰2022年亞洲羽毛球錦標賽，於準決賽中不敵隊友中西貴映/岩永鈴，以1比2（21-16、15-21、19-21）獲得季軍，是福廣組合回歸球場後的首面獎牌。
2022年6月，與福島由紀出戰2022年印尼羽毛球公开赛，於女雙決賽以1比2（21-18、14-21、17-21）不敵隊友志田千陽/松山奈未，收穫亞軍。

### 2023年 亞錦賽二冠
2023年4月，與福島由紀出戰2023年亞洲羽毛球錦標賽，於八強賽中以2比0（22-20、21-15）擊敗大會頭號種子陈清晨/贾一凡，並於決賽擊敗韓國組合白荷娜/李紹希，以2比0（21-7、21-14）榮獲冠軍，是福廣繼2018年後第二座亞錦賽冠軍。

## 主要比賽成績
只列出曾進入準決賽的國際賽事成績：
| 年份   | 賽事                     | 公開賽級別 | 項目     | 拍檔       | 成績   |
| ------ | ------------------------ | ---------- | -------- | ---------- | ------ |
| 2013年 | 馬來西亞羽毛球國際挑戰賽 | 國際挑戰賽 | 女子雙打 | 福島由紀   | 準決賽 |
| 2014年 | 紐西蘭羽毛球大獎賽       | 大獎賽     | 女子雙打 | 福島由紀   | 準決賽 |
| 2014年 | 悉尼羽毛球國際賽         | 國際挑戰賽 | 女子雙打 | 福島由紀   | 冠軍   |
| 2015年 | 越南羽毛球國際挑戰賽     | 國際挑戰賽 | 女子雙打 | 福島由紀   | 準決賽 |
| 2015年 | 大阪羽毛球國際挑戰賽     | 國際挑戰賽 | 女子雙打 | 福島由紀   | 亞軍   |
| 2015年 | 紐西蘭羽毛球黃金大獎賽   | 黃金大獎賽 | 女子雙打 | 福島由紀   | 亞軍   |
| 2015年 | 中華台北羽毛球大獎賽     | 大獎賽     | 女子雙打 | 福島由紀   | 準決賽 |
| 2015年 | 韓國羽毛球大師賽         | 大獎賽     | 女子雙打 | 福島由紀   | 準決賽 |
| 2015年 | 蘇格蘭羽毛球大獎賽       | 大獎賽     | 女子雙打 | 福島由紀   | 冠軍   |
| 2015年 | 澳門羽毛球黃金大獎賽     | 黃金大獎賽 | 女子雙打 | 福島由紀   | 準決賽 |
| 2016年 | 紐西蘭羽毛球黃金大獎賽   | 黃金大獎賽 | 女子雙打 | 福島由紀   | 冠軍   |
| 2016年 | 西班牙羽毛球國際賽       | 國際挑戰賽 | 女子雙打 | 小野菜保   | 冠軍   |
| 2016年 | 中華台北羽毛球大師賽     | 大獎賽     | 女子雙打 | 福島由紀   | 冠軍   |
| 2017年 | 德國羽毛球黃金大獎賽     | 黃金大獎賽 | 女子雙打 | 福島由紀   | 冠軍   |
| 2017年 | 印度羽毛球超級賽         | 超級賽     | 女子雙打 | 福島由紀   | 準決賽 |
| 2017年 | 馬來西亞羽毛球首要超級賽 | 首要超級賽 | 女子雙打 | 福島由紀   | 冠軍   |
| 2017年 | 澳洲羽毛球超級賽         | 超級賽     | 女子雙打 | 福島由紀   | 準決賽 |
| 2017年 | 世界羽毛球錦標賽         | 其他       | 女子雙打 | 福島由紀   | 銀牌   |
| 2017年 | 日本羽毛球超級賽         | 超級賽     | 女子雙打 | 福島由紀   | 準決賽 |
| 2017年 | 日本羽毛球超級賽         | 超級賽     | 混合雙打 | 保木卓朗   | 亞軍   |
| 2017年 | 香港羽毛球超級賽         | 超級賽     | 混合雙打 | 保木卓朗   | 準決賽 |
| 2017年 | 世界羽聯超級系列賽總決賽 | 首要超級賽 | 女子雙打 | 福島由紀   | 亞軍   |
| 2018年 | 馬來西亞羽毛球大師賽     | 超級500賽  | 女子雙打 | 福島由紀   | 準決賽 |
| 2018年 | 亞洲羽毛球團體錦標賽     | 其他       | 女子團體 | －         | 金牌   |
| 2018年 | 德國羽毛球公開賽         | 超級300賽  | 女子雙打 | 福島由紀   | 冠軍   |
| 2018年 | 全英羽毛球公開賽         | 超級1000賽 | 女子雙打 | 福島由紀   | 亞軍   |
| 2018年 | 亞洲羽毛球錦標賽         | 其他       | 女子雙打 | 福島由紀   | 金牌   |
| 2018年 | 優霸盃                   | 其他       | 女子團體 | －         | 冠軍   |
| 2018年 | 印尼羽毛球公開賽         | 超級1000賽 | 女子雙打 | 福島由紀   | 冠軍   |
| 2018年 | 世界羽毛球錦標賽         | 其他       | 女子雙打 | 福島由紀   | 銀牌   |
| 2018年 | 亞洲運動會羽毛球比賽     | 其他       | 女子團體 | －         | 金牌   |
| 2018年 | 亞洲運動會羽毛球比賽     | 其他       | 女子雙打 | 福島由紀   | 銅牌   |
| 2018年 | 日本羽毛球公開賽         | 超級750賽  | 女子雙打 | 福島由紀   | 冠軍   |
| 2018年 | 韓國羽毛球公開賽         | 超級500賽  | 女子雙打 | 福島由紀   | 亞軍   |
| 2018年 | 丹麥羽毛球公開賽         | 超級750賽  | 女子雙打 | 福島由紀   | 冠軍   |
| 2018年 | 香港羽毛球公開賽         | 超級500賽  | 女子雙打 | 福島由紀   | 冠軍   |
| 2019年 | 馬來西亞羽毛球大師賽     | 超級500賽  | 女子雙打 | 福島由紀   | 冠軍   |
| 2019年 | 德國羽毛球公開賽         | 超級300賽  | 女子雙打 | 福島由紀   | 準決賽 |
| 2019年 | 全英羽毛球公開賽         | 超級1000賽 | 女子雙打 | 福島由紀   | 準決賽 |
| 2019年 | 新加坡羽毛球公開賽       | 超級500賽  | 女子雙打 | 福島由紀   | 準決賽 |
| 2019年 | 亞洲羽毛球錦標賽         | 其他       | 女子雙打 | 福島由紀   | 銅牌   |
| 2019年 | 紐西蘭羽毛球公開賽       | 超級300賽  | 女子雙打 | 福島由紀   | 準決賽 |
| 2019年 | 蘇迪曼盃                 | 其他       | 混合團體 | －         | 亞軍   |
| 2019年 | 澳洲羽毛球公開賽         | 超級300賽  | 女子雙打 | 福島由紀   | 冠軍   |
| 2019年 | 印尼羽毛球公開賽         | 超級1000賽 | 女子雙打 | 福島由紀   | 冠軍   |
| 2019年 | 世界羽毛球錦標賽         | 其他       | 女子雙打 | 福島由紀   | 銀牌   |
| 2019年 | 中國羽毛球公開賽         | 超級1000賽 | 女子雙打 | 福島由紀   | 準決賽 |
| 2019年 | 丹麥羽毛球公開賽         | 超級750賽  | 女子雙打 | 福島由紀   | 準決賽 |
| 2019年 | 法國羽毛球公開賽         | 超級750賽  | 女子雙打 | 福島由紀   | 準決賽 |
| 2019年 | 中國福州羽毛球公開賽     | 超級750賽  | 女子雙打 | 福島由紀   | 冠軍   |
| 2019年 | 世界羽聯世界巡迴賽總決賽 | 總決賽     | 女子雙打 | 福島由紀   | 準決賽 |
| 2020年 | 亞洲羽毛球團體錦標賽     | 其他       | 女子團體 | －         | 金牌   |
| 2020年 | 全英羽毛球公開賽         | 超級1000賽 | 女子雙打 | 福島由紀   | 冠軍   |
| 2020年 | 丹麥羽毛球公開賽         | 超級750賽  | 女子雙打 | 福島由紀   | 冠軍   |
| 2021年 | 全英羽毛球公開賽         | 超級1000賽 | 女子雙打 | 福島由紀   | 亞軍   |
| 2022年 | 亞洲羽毛球錦標賽         | 其他       | 女子雙打 | 福島由紀   | 季軍   |
| 2022年 | 優霸盃                   | 其他       | 女子團體 | －         | 季軍   |
| 2022年 | 印尼羽毛球公開賽         | 超級1000賽 | 女子雙打 | 福島由紀   | 亞軍   |
| 2022年 | 法國羽毛球公開賽         | 超級750賽  | 女子雙打 | 福島由紀   | 準決賽 |
| 2023年 | 印尼羽毛球大師賽         | 超級500賽  | 女子雙打 | 福島由紀   | 亞軍   |
| 2023年 | 瑞士羽毛球公開賽         | 超級300賽  | 女子雙打 | 福島由紀   | 亞軍   |
| 2023年 | 亞洲羽毛球錦標賽         | 其他       | 女子雙打 | 福島由紀   | 冠軍   |
| 2023年 | 蘇迪曼盃                 | 其他       | 混合團體 | －         | 季軍   |
| 2023年 | 印尼羽毛球公開賽         | 超級1000賽 | 女子雙打 | 福島由紀   | 亞軍   |
| 2023年 | 加拿大羽毛球公開賽       | 超級500賽  | 女子雙打 | 福島由紀   | 準決賽 |
| 2023年 | 日本羽毛球公開賽         | 超級750賽  | 女子雙打 | 福島由紀   | 準決賽 |
| 2023年 | 澳洲羽毛球公開賽         | 超級500賽  | 女子雙打 | 福島由紀   | 準決賽 |
| 2023年 | 亞洲運動會羽毛球比賽     | 其他       | 女子團体 | －         | 銅牌   |
| 2023年 | 亞洲運動會羽毛球比賽     | 其他       | 女子雙打 | 福島由紀   | 銅牌   |
| 2023年 | 中國羽毛球大師賽         | 超級750賽  | 女子雙打 | 福島由紀   | 亞軍   |
| 2023年 | 賽義德·莫迪羽毛球國際賽  | 超級300賽  | 女子雙打 | 福島由紀   | 準決賽 |
| 2025年 | 泰國羽毛球国际挑战赛     | 國際挑戰賽 | 女子雙打 | 川添麻依子 | 冠軍   |

| 2007-2017年 | 首要超級賽 | 超級賽 | 黃金大獎賽 | 大獎賽 | 國際挑戰賽 | 國際系列賽 | 未來系列賽 | 其他 |

| 2018-2026年 | 總決賽 | 超級1000賽 | 超級750賽 | 超級500賽 | 超級300賽 | 超級100賽 | 國際挑戰賽 | 國際系列賽 | 未來系列賽 | 其他 |

### 世界冠軍頭銜
廣田彩花在羽毛球生涯中共奪得1項羽毛球世界冠軍頭銜。
| 賽事   | 奪冠次數 | 年份               |
| ------ | -------- | ------------------ |
| 優霸盃 | 1        | 2018年（女子團體） |
| 總計   | 1        |                    |

### 奧運會和世錦賽參賽紀錄
|          | 搭檔     | 2017 | 2018 | 2019 | 2020 | 2021 | 2022  | 2023 |
| -------- | -------- | ---- | ---- | ---- | ---- | ---- | ----- | ---- |
| 女子雙打 | 福島由紀 | 亞軍 | 亞軍 | 亞軍 | 8強  | －   | 32強1 | 8強  |

1 賽前退賽

## 主要对賽记录
廣田彩花與主要對手的對賽成績如下(更新至2023年5月22日)：
女雙 - 福島由紀
| 對手                        | 對賽次數 | 對賽結果 | 對賽結果 | 總計 |
| 對手                        | 對賽次數 | 勝       | 負       | 總計 |
| --------------------------- | -------- | -------- | -------- | ---- |
| 高橋禮華（退役） 松友美佐紀 | 11       | 7        | 4        | +3   |
| 田中志穗 米元小春           | 8        | 6        | 2        | +4   |
| 松本麻佑 永原和可那         | 12       | 5        | 7        | -2   |
| 松山奈未 志田千阳           | 3        | 0        | 3        | -3   |

| 對手                                               | 對賽次數 | 對賽結果 | 對賽結果 | 總計 |
| 對手                                               | 對賽次數 | 勝       | 負       | 總計 |
| -------------------------------------------------- | -------- | -------- | -------- | ---- |
| 杜玥 李茵晖（退役）                                | 8        | 5        | 3        | +2   |
| 陈清晨 贾一凡                                      | 19       | 10       | 9        | +1   |
| 格雷西娅·波利（退役） 阿普里亚尼·拉哈育            | 10       | 8        | 2        | +6   |
| 英吉娅·西塔·阿凡达 尼·克图特·马哈德维·伊斯特拉尼   | 7        | 5        | 2        | +3   |
| 李紹希 申昇瓚                                      | 8        | 7        | 1        | +6   |
| 金昭映 孔熙容                                      | 5        | 4        | 1        | +3   |
| 張藝娜 李紹希                                      | 7        | 5        | 2        | +3   |
| 李紹希 白荷娜                                      | 3        | 2        | 1        | +1   |
| 張藝娜 鄭景銀                                      | 7        | 3        | 4        | -1   |
| 宗功攀·吉迪特拉恭 拉温达·巴宗哉                    | 11       | 8        | 3        | +5   |
| 麥爾肯·弗勒爾戈德 薩拉·蒂格森                      | 5        | 4        | 1        | +3   |
| 克里斯汀娜·彼德森（退役） 卡米拉·吕特·尤尔（退役） | 7        | 2        | 5        | -3   |
| 斯蒂法尼·斯托伊娃 加夫列拉·斯托伊娃                | 6        | 6        | 0        | +6   |
| 鄒美君 李明艷                                      | 7        | 7        | 0        | +7   |
| 陈康乐 蒂娜·穆拉里塔兰                             | 5        | 3        | 2        | +1   |
| 艾莉娜·达夫列托娃 叶卡捷琳娜·博洛托娃              | 6        | 6        | 0        | +6   |

## 外部連結
- 廣田彩花的Instagram帳戶
- 廣田彩花的X（前Twitter）